# きみわずらい (アルバム)
『きみわずらい』は、まねきケチャのファーストアルバムであり2018年4月18日に日本コロムビアから発売された。

## 概要
日本コロムビア移籍第一弾およびまねきケチャ初のアルバムであり、シングル「鏡の中から/あたしの残りぜんぶあげる」と同時発売された。

## 収録曲
全曲　作詞：古谷完
1. きみわずらい
作曲・編曲：藤永龍太郎（Elements Garden）
2. タイムマシン
作曲・編曲：藤永龍太郎（Elements Garden）
3. 青息吐息
作曲・編曲：藤永龍太郎（Elements Garden）
4. ありきたりな言葉で
作曲・編曲：藤永龍太郎（Elements Garden）
5. 奇跡
作曲・編曲：母里治樹（Elements Garden）
6. キミに届け
作曲・編曲：末益涼太（Elements Garden）
7. 僕が僕を
作曲・編曲：菊田大介（Elements Garden）
8. カクカクシカジカ
作曲・編曲：末益涼太（Elements Garden）
9. 一刀両断
作曲・編曲：末益涼太（Elements Garden）
10. 妄想日記
作曲・編曲：末益涼太（Elements Garden）
11. キミが笑えば
作曲・編曲：末益涼太（Elements Garden）
12. SEVENTH HEAVEN
作曲・編曲：末益涼太（Elements Garden）
13. 冗談じゃないね
作曲・編曲：末益涼太（Elements Garden）